# Saïd al-As
Saïd al-As (1889 - 6 octobre 1936) était un nationaliste syrien, un ancien officier de l'armée ottomane et un commandant de haut rang des forces rebelles lors de la Grande révolte syrienne contre la domination française en Syrie et la révolte de 1936 contre la domination britannique en Palestine. Il a été tué au combat près de Jérusalem au cours de cette dernière.

## Biographie
Al-As est né dans une famille aux moyens financiers modestes à Hama, dans le centre de la Syrie en 1889. Il est diplômé de l'école militaire ottomane de Damas et plus tard du Collège militaire ottoman (Maktab Harbiye) à Istanbul. La domination ottomane en Syrie a pris fin en 1918 avec leur défaite face aux forces britanniques et chérifiennes lors de la Première Guerre mondiale. Après la guerre, al-As faisait partie du groupe d'anciens officiers ottomans qui se sont alliés au commandant chérifien Emir Fayççal. Fayçal a servi comme roi du Royaume de Syriejusqu'en 1920, lorsque le royaume a été dissous par les forces françaises après avoir vaincu l'armée de Fayçal lors de la bataille de Maysalun. Al-As a participé à cette bataille. Par la suite, le mandat français de la Syrie a été établi. Al-As part alors pour Amman dans l'émirat de Transjordanie, où il vit en exil.

## Rôle dans la grande révolte syrienne
Au milieu de l'été 1925, après que trois éminents dirigeants druzes ont été invités à Damas par les autorités françaises, pour être arrêtés et emprisonnés, Sultan al-Atrash a rallié ses guerriers druzes à Jabal al-Arab et a déclaré une révolte contre la domination française. en Syrie. Après avoir remporté un certain nombre de victoires contre l'armée française, la rébellion d'al-Atrash a inspiré les nationalistes syriens de tout le pays à prendre les armes et le soulèvement s'est répandu dans tout le pays.
Al-As est devenu un chef éminent de la rébellion, se déplaçant entre la campagne de la Ghouta de Damas et le Jabal dans le Hauran . Lors d'une réunion du 26 novembre des chefs rebelles à Saqba, un village près de Damas, al-'As a été choisi comme chef général de la rébellion. Sa position a été reconfirmée lors d'une autre réunion des dirigeants rebelles à Saqba le 5 décembre. Lors de cette dernière réunion, al-As a contesté la direction de son rival Nassib al-Bakri. L'allié rebelle le plus proche d'al-Bakri, Hasan al-Kharrat, avait détenu un important chef rebelle de Deir ez-Zor, Ramadan al-Shallash, et avec al-Bakri, l'ont accusé de prélever des impôts illégitimes contre les villages pour s'enrichir. Bien que plusieurs officiers aient désapprouvé les procédures d'al-Kharrat contre al-Shallash, un jugement a été rendu expulsant al-Shallash de la rébellion. Avant que le jugement ne puisse être exercé, des avions français ont bombardé Saqba et au milieu des bombardements, al-As a fait libérer al-Shallash.
Alors que la révolte prenait fin en 1927, al-As quitta la région d'al-Nabk où lui et d'autres chefs rebelles avaient recruté des volontaires. Al-As s'est ensuite dirigé vers Deir ez-Zor, situé le long de l' Euphrate dans le désert syrien. De là, lui et Fawzi al-Qawuqji sont partis pour Bagdad dans le Royaume d'Irak, qui à l'époque était sous un certain degré d'administration militaire britannique. En Irak, il a servi sous le roi Faisal, qui avait déjà été chassé de Syrie en 1920. Ensemble, al-As et al-Qawuqji ont aidé à former et à organiser l'armée royale irakienne.

## Commandant en Palestine
Lorsque la révolte arabe palestinienne contre la domination britannique et l'augmentation de l'immigration juive en Palestine ont éclaté en 1936, des centaines de volontaires arabes sont arrivés pour soutenir le soulèvement, dont quelque 200 Syriens, dont beaucoup étaient inspirés par Izz al-Din al-Qassam, un chef de la guérilla syrienne qui a lutté et est mort en combattant les Britanniques en Palestine un an plus tôt. Al-As était parmi eux et était l'un de leurs deux dirigeants, selon l'historien palestinien Basheer M. Nafi. L'autre commandant était Mohamed al-Achmar. Al-As a été le commandant général des combattants arabes dans les environs de Jérusalem et son commandant en second était Abd al-Kader al-Husseini, un commandant palestinien issu d'une importante famille de Jérusalem.

## Mort et héritage
Al-As a été tué lors d'un affrontement avec les forces britanniques dans la région de Jérusalem le 6 octobre 1936. Al-Husseini a été grièvement blessé dans l'affrontement, qui a mis fin à ses activités militaires pour le reste de l'année. Cependant, il est devenu le successeur d'al-As dans le secteur de Jérusalem entre 1937 et la fin de la révolte en 1939.
En 1935, al-As fit publier Safahat min al-ayyam al-hamraa, un recueil de ses mémoires sur la Grande révolte syrienne. Le livre a ensuite été réédité par son petit-fils. Du point de vue des gouvernements baasistes de Hafez al-Assad et de Bachar al-Assad, les références nationalistes d'al-As sont relativement fortes, mais il n'a pas été honoré comme certains des autres dirigeants éminents de la révolte, comme Sultan al-Atrash ou Hasan al-Kharrat. La raison derrière cela était l'adoption posthume d'al-As comme "saint nationaliste" par le Parti social nationaliste syrien (PSNS) d'Antoun Saadé. Le PSNS et le Parti Baas syrien avaient une relation acrimonieuse, et le premier a été interdit en Syrie dirigée par les baasistes jusqu'en 2005.